# آوغسبورغ

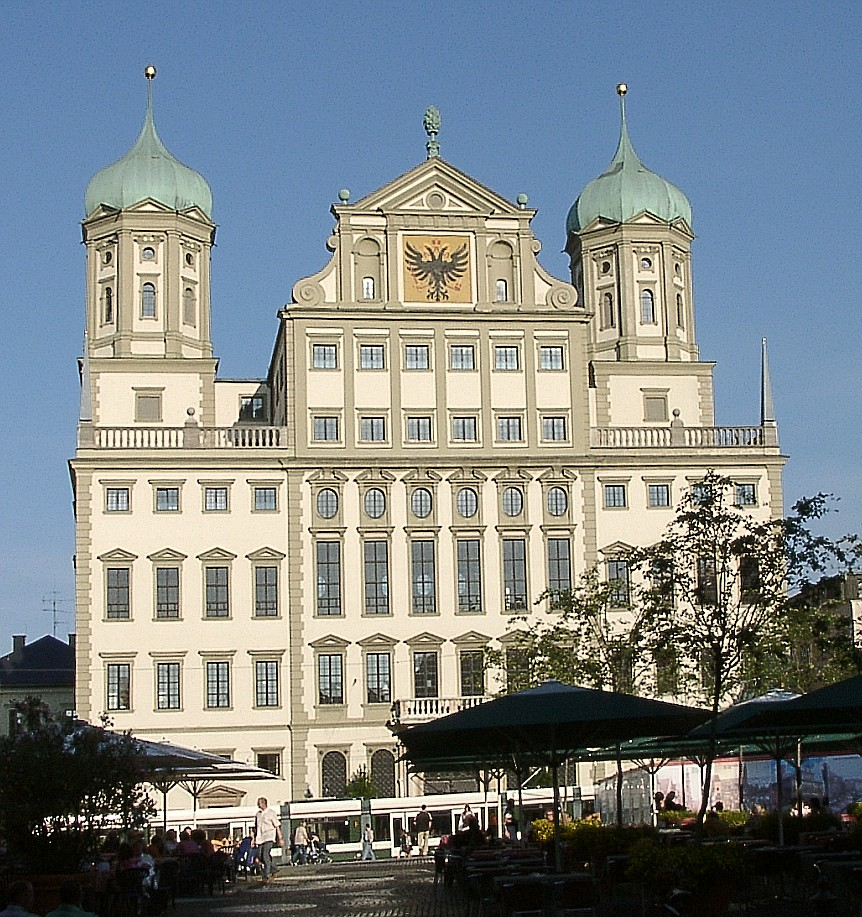
آوغسبورغ: مبنى البلدية (المجلس التشريعي)

آوغسبورغ أو أَوْزِبُرْك (بالألمانية: Augsburg) هي مدينة في ألمانيا تقع في ولاية بافاريا، عاصمة منطقة شوابيا الإدارية (Regierungsbezirk Schwaben)، يلتقي فيها نهرا ليش (Lech) وفيرتاخ (Wertach). يبلغ تعداد سكانها 261,208 نسمة (2005).

## الاقتصاد
كان النشاط الاقتصادي في آوغسبورغ حتى فترة قريبة يقتصر على المنسوجات الصوفية. ثم تعددت مظاهره في الوقت الحاضر، الصناعات الميكانيكية، السيارات، الكيماويات والأجهزة الدقيقة. فيها مقر شركة سيمنس وفروع لشركات مان (MAN). وكذلك دار النشر الكبيرة فلت بيلد (WELT BILD).

## العمران والمعالم
توجد في آوغسبورغ كاتدرائية تعود إلى الفترة الرومانسكية (حقبة زمنية في تاريخ العمارة والفنون في أوروبا، امتدت بين القرنين الـ11 و12 للميلاد)، أُعيد تهيئتها في فترة لاحقة حسب النمط القوطي (923-1430 م)، وتعرض فيها بعض أعمال الفنان «هانس هولباين الأكبر» وبعضا من الزجاجيات (قطع زجاجية ملونة تُشكَّل لتزيين النوافذ وغيرها) التي تعود إلى القرن الـ11 للميلاد. من بين المعالم الدينية الأخرى كنيسة القديس أولرخ، والقديسة أفرا، بالإضافة إلى قصر شيزلر (Schaezler) والذي شُيِّد عام 1770 م، ويضم معرضا لفنون الباروك الألمانية، مبنى البلدية (1615-1620 م)، والذي أشرف على بنائه المعماري «إلياس هول» (Elias Holl)، ويشتهر بصالته الذهبية. يعود تاريخ تأسيس أول جامعة بآوغسبورغ إلى عام 1970 م. وما زالت جامعة آوكسبورغ هي الوحيدة في المدينة إلى جانب المدرسة التقنية العليا.

## التاريخ
تم تشييد أول مستوطنة رومانية في المكان المسى أوغوستا فيندايكوروم (Augusta Vindelicorum)، حوالي سنة 15 قبل الميلاد. اجتاحتها جيوش الهون (أتيلا) وخربتها في القرن الـ5 للميلاد. تم إعادة بناءها من جديد لتصبح أبرشية مع مطلع القرن الـ6 للميلاد، أصبحت تحت سيادة دوقية شوابيا في أثناء الفترة الأولى، ثم انتقلت إلى بافاريا من بعدها. صارت عام 1276 م مدينة إمبراطورية حرة. نظرا لتواجد معاقل عائلتي فوغر وفلزر، وهما من كبار عوائل التجار وسوق المال في القرنين الـ15 والـ16 م، صارت المدينة مركزا تجاريا وماليا في أوروبا أثناء هذه الفترة.
كانت مصانع الغزل في آوغسبورغ تنتج منسوجات حريرية وقطنية متنوعة، وجه أغلبها للتصدير. اشتهرت المدينة أثناء هذه الفترة (القرنين الـ15 و16 م) في المجال الفني، واكتسبت سمعتها من حرفييها المهرة في صناعة الذهب والفضة، كما كانت مسقط رأس الرسامين «هانس هولباين الأكبر» (أو القديم) وابنه من بعده هولباين الصغير وفيها كانا يزاولان نشاطهما الفني.
لعبت آوغسبورغ دورا كبير أثناء حركة الإصلاح البروتستانتية (بداية القرن السابع عشر للميلاد). قام مارتن لوثر عام 1518 م بعرض عقيدته الجديدة في هذه المدينة. عام 1530 م، قام أتباع العقيدة اللوثرية بنشر «إقرار أوغسبورغ»، عارضين على الإمبراطور شارل الخامس اعتناق مذهبهم. بعدها وفي سنة 1548 م قام الإمبراطور بتعيين إدارة مؤقتة من جانبه في آوغسبورغ. سنة 1555 م وبموجب صلح آوغسبورغ تم تقسيم ألمانيا إلى منطقتين، كاثوليكية ولوثرية. تعرضت المدينة للخراب أثناء حرب الثلاثين السنة. استولى عليها السويديون عام 1632 م. في عام 1686 م اجتمعت رابطة آوغسبورغ والتي كانت عبارة عن تحالف موجه ضد الملك فرنسا لويس الرابع عشر. في عام 1806 م تم ضمها إلى مملكة بافاريا.
تم فيها إنشاء أول نظام تكافل اجتماعي في أوروبا في القرن الرابع عشر برعاية فوغر (Fugger)
من أهم أبنائها برتولت بريخت الأديب الألماني الشهير الذي أنشأت له المدينة متحفاً في البيت الذي ولد فيه.
تعبتر المدينة أيضاً نفسها ما يسمى «مدينة موتسارت» وتشترك في هذه الصفة مع مدينة سالتسبورغ النمساوي حيث توجهت عائلة موتسارت إلى هناك قبل ولادته بعامين.